# هاو لي (ممثلة)
هاو لي (بالصينية: 郝蕾) هي كاتبة أغاني وممثلة صينية، ولدت في 1 نوفمبر 1978 في تونغهوا في الصين.

## وصلات خارجية
- هاو لي (ممثلة) على موقع IMDb (الإنجليزية)
- هاو لي (ممثلة) على موقع ميوزك برينز (الإنجليزية)
- هاو لي (ممثلة) على موقع قاعدة بيانات الفيلم (الإنجليزية)